# Stefan Gimpl
Stefan Gimpl (ur. 31 października 1979 w Saalfelden) – austriacki snowboardzista, brązowy medalista mistrzostw świata i czterokrotny zdobywca Małej Kryształowej Kuli Pucharu Świata.

## Kariera
Startował w tej dyscyplinie od 1991 roku, zaś na arenie międzynarodowej zadebiutował 22 sierpnia 1996 roku podczas konkursu Pucharu FIS w Thredbo, zajmując 32. 
miejsce w snowcrossie. Nigdy nie wystąpił na mistrzostwach świata juniorów.
W zawodach Pucharu Świata zadebiutował 9 października 2005 roku w Rotterdamie, zajmując drugie miejsce w big air. Tym samym już w swoim debiucie nie tylko zdobył pierwsze pucharowe punkty, ale od razu stanął na podium. W zawodach tych rozdzielił dwóch reprezentantów Finlandii: Risto Mattilę i Janne Korpiego. Łącznie 19 razy stawał na podium zawodów PŚ, odnosząc przy tym dziewięć zwycięstw, wszystkie w big air. Najlepsze wyniki osiągnął w sezonach 2007/2008 i 2009/2010, kiedy to zajmował piąte miejsce w klasyfikacji generalnej, a w klasyfikacji big air zdobywał Małą Kryształową Kulę. Ponadto w big air zwyciężał też w sezonach 2005/2006 i 2008/2009. W tej samej klasyfikacji był też czwarty w sezonie 2006/2007.
Podczas mistrzostw świata w Gangwon w 2009 roku wywalczył brązowy medal w swej koronnej konkurencji. W zawodach tych wyprzedzili go jedynie Markku Koski z Finlandii oraz Belg Seppe Smits. Był też osiemnasty w big air na rozgrywanych dwa lata wcześniej mistrzostwach świata w Arosie. Nie startował na igrzyskach olimpijskich.
W 2010 roku zakończył karierę.

## Osiągnięcia

### Mistrzostwa świata
| Miejsce | Dzień       | Rok  | Miejscowość | Konkurencja | Zwycięzca      |
| ------- | ----------- | ---- | ----------- | ----------- | -------------- |
| 18.     | 19 stycznia | 2007 | Arosa       | Big Air     | Mathieu Crepel |
| 3.      | 24 stycznia | 2009 | Gangwon     | Big Air     | Markku Koski   |

### Puchar Świata

#### Miejsca w klasyfikacji generalnej
- sezon 2005/2006: 16.
- sezon 2006/2007: 30.
- sezon 2007/2008: 5.
- sezon 2008/2009: 6.
- sezon 2009/2010: 5.

#### Miejsca na podium
1. Rotterdam – 9 października 2005 (Big Air) - 2. miejsce
2. Klagenfurt – 7 stycznia 2006 (Big Air) - 1. miejsce
3. Mediolan – 4 lutego 2006 (Big Air) - 2. miejsce
4. Turyn – 4 lutego 2007 (Big Air) - 3. miejsce
5. Rotterdam – 7 października 2007 (Big Air) - 2. miejsce
6. Sofia – 22 grudnia 2007 (Big Air) - 1. miejsce
7. Valmalenco – 14 marca 2008 (Big Air) - 3. miejsce
8. Londyn – 25 października 2008 (Big Air) - 2. miejsce
9. Graz – 5 stycznia 2008 (Big Air) - 1. miejsce
10. Moskwa – 9 lutego 2008 (Big Air) - 1. miejsce
11. Grenoble – 6 grudnia 2008 (Big Air) - 2. miejsce
12. Stoneham – 21 lutego 2009 (Big Air) - 1. miejsce
13. Moskwa – 7 marca 2009 (Big Air) - 1. miejsce
14. Londyn – 31 października 2009 (Big Air) - 1. miejsce
15. Barcelona – 7 listopada 2009 (Big Air) - 1. miejsce
16. Sztokholm – 21 listopada 2009 (Big Air) - 1. miejsce
17. Seul – 13 grudnia 2009 (Big Air) - 2. miejsce

- W sumie 9 zwycięstw, 6 drugich i 2 trzecie miejsca.